# شگفت‌تیغان
شگفت‌تیغان (نام علمی: Xenacanthidae) نام یک تیره از راسته شگفت‌تیغ‌سانان است.